# Ägöl (Djursdala socken, Småland)
Ägöl är en sjö i Vimmerby kommun i Småland och ingår i Botorpsströmmens huvudavrinningsområde. Sjöns area är 0,084 kvadratkilometer och den befinner sig 152 meter över havet.